# Vioolsonate nr. 1 (Bax)
Arnold Bax werkte bijzonder lang aan zijn Vioolsonate nr. 1, van 1910 tot en met 1920.
Deze als nummer 1 genummerde vioolsonate is eigenlijk zijn tweede. Al tijdens zijn opleiding aan de Royal Academy of Music componeerde hij een vioolsonate. Dit was een eendelig werk, dat voltooid werd in november 1901 en nog werd gespeeld in 1907 door Bax en de violiste Ivy Angove Pas veel later begon Bax aan zijn nummer 1 in E majeur. Op 2 februari 1910 was deel 1 voltooid, het totale werk op 2 augustus 1910. Bax bleef met name ontevreden over de twee laatste delen. Pas in 1914 verscheen alleen het eerste deel op de lessenaars van violiste Winifred Small en pianiste Myra Hess. De delen twee en drie sneuvelden, ze werden wel bewaard in Bax’ archief. Na een hernieuwde kennismaking met Small, kreeg Bax voldoende inspiratie om twee nieuwe delen te schrijven. De uitvoeringen van de complete sonate, zoal die er al waren, vonden binnenskamers plaats of in sociëteiten. Pas op 22 november 1920 vond de eerste openbare uitvoering plaats door violist Paul Kochanski en de componist achter de piano. Het werd voor wat betreft première ingehaald door Vioolsonate nr. 2 (25 april 1922). Bax bleef niet geheel tevreden want ook van 1945 is een aantal revisies bekend.
De inspiratie voor de sonate voert terug op Bax’ liefde voor zijn vlam uit 1909 Natalie (Loebja Korolenko) uit Oekraïne. Haar naam staat dan ook op het manuscript. Hij reisde haar achterna naar haar thuisplaats, maar was al snel weer terug. Het werk is daarom grotendeels in Engeland geschreven. De sonate kent een driedelige opzet:
- Moderate tempo, Idyllic and serene
- Allegro vivace-poco più lento (origineel: Slow and sombre)
- Moderate tempo, Smooth and serene (origineel: Allegro molto vivace).